# 혜현
혜현(慧現/慧顯, 570년~627년)은 백제의 승려이다. 혜현은 당나라에 간 일은 없으나, 그의 이름이 널리 알려져 당나라 때 649년에 도선(道宣: 596~667)에 의해 편찬된 《속고승전(續高僧傳)》(당고승전(唐高僧傳)이라고도 한다)에 그의 생애가 기록되어 있다.
《속고승전(續高僧傳)》에 기록된 내용에 따르면, 그의 전기는 다음과 같다:
혜현은 어려서부터 불도에 전념하여 《법화경》과 삼론을 깨우치고 신명에 통하였다. 수덕사에 있으면서 강론을 했는데 사방에서 사람이 모여와 집 밖까지 신발이 가득할 정도였다. 차차 번잡한 생활이 싫어져 강남의 달라산에 들어가 정좌하며 일생을 마쳤다. 혜현이 죽은 후 시체를 석굴 안에 두었는데, 호랑이가 와서 다 먹어버리고 혀만 남겼다. 3년이 지나자 혀가 돌처럼 굳어져서 이를 돌탑 속에 간직하였다.
이 전기에서 혀만 생생히 살아남았다는 것은 이야기는 《법화경》을 독송한 공덕에 따른 것이라는 영험설화(靈驗說話)에 해당한다. 그런데 이 같은 유형의 설화는 일찍부터 널리 있었던 것으로 《법화영험전(法華靈驗傳)》에도 비슷한 이야기가 다수 실려있다.

## 참고 문헌
- 이 문서에는 다음커뮤니케이션(현 카카오)에서 GFDL 또는 CC-SA 라이선스로 배포한 글로벌 세계대백과사전의 내용을 기초로 작성된 글이 포함되어 있습니다.